# 모리국수
모리국수는 대한민국 경상북도 포항시 구룡포읍의 향토 음식이다.

## 유래
모리국수는 구룡포읍의 어부들이 먹던 얼큰한 국수에서 유래된 것으로 전해진다. 양은냄비에 갓 잡은 생선과 해산물, 콩나물, 고춧가루, 마늘 양념장, 국수 등을 넣고 걸쭉하게 끓여낸다.
모리국수라는 이름은 싱싱한 생선과 해산물을 ‘모디’(‘모아’의 사투리) 넣고 여럿이 모여 냄비째로 먹는다고 ‘모디국수’로 불리다가 ‘모리국수’로 정착된 것으로 전해진다. 또는, 음식 이름을 묻는 사람들에게 포항 사투리로 “나도 모린다”고 표현한 게 ‘모리국수’가 됐다는 얘기도 있다. 그러나 일제강점기 때 일본인 집성촌이던 구룡포 지역의 특성으로 ‘많다’라는 뜻을 가진 일본어 ‘모리’에다 푸짐한 양 때문에 모리국수로 불리게 된 것이란 설도 있다.